# Wojciech Humiecki (zm. 1618)
Wojciech Humiecki herbu Junosza (zm. 14 marca 1618 roku) – kasztelan kamieniecki w latach 1613–1618, kasztelan halicki w 1613 roku, stolnik kamieniecki w latach 1602–1611, łowczy kamieniecki w latach 1589–1602, pisarz grodzki kamieniecki w 1583 roku, szafarz poborów województwa podolskiego w 1590/1591 roku.
Poseł na sejm pacyfikacyjny 1589 roku, na sejm 1590/1591 roku z województwa podolskiego. Jako poseł na sejm 1598 roku wyznaczony do lustracji królewszczyzn Wielkopolski. W 1607 roku był posłem na sejm z |województwa podolskiego. Jako senator wziął udział w sejmach zwyczajnym i nadzwyczajnym 1613 roku. W 1616 roku wyznaczony został senatorem rezydentem.